# Thomas Thabane
Motsoahae Thomas Thabane (også kaldet Tom Thabane, født 28. maj 1939 i Makhoakhoeng, Maseru, Lesotho) er en lesothisk politiker som tilhører Basotho-folket. Han er tidligere medlem af partiet Lesotho Congress for Democracy (LCD), og havde forskellige poster i premierminister Pakalitha Mosisilis regering 1998-2006. I 2006 forlod han LCD og stiftede All Basotho Convention. Efter en årrække i opposition dannede han efter parlamentsvalget 2012 en koalition med andre partier og blev ny premierminister i perioden 2012 til 2015. I 2017 blev han igen premierminister.
Tom Thabane har studeret statskundskab og engelsk ved Pius XII University i Roma, Lesotho. Han var udenrigsminister 1990-1991, informationsminister 1991, udenrigsminister 1998-2003, indenrig- og sikkerhedsminister 2003-2005 og kommunikations- og videnskabsminister 2005-2006.

## Stridigheder i koalitionen og påstået kupforsøg 2014
I juni 2014 opløste Tom Thabane parlamentet, angiveligt for at afværge en mistillidsafstemning efter stridigheder i regeringskoalitionen.
30. august 2014 flygtede han til Sydafrika, idet han frygtede for sit liv og sagde, at militæret var ved at gennemføre et militærkup, hvilket blev benægtet af Lesothos militær. Tom Thabane vendte tilbage til Lesotho 3. september.
Ifølge ikke-navngivne efterretningskilder blev et kupforsøg iværksat af lederen af Lesothos militær, generalløjtnant Tlali Kamoli, efter at Thabane havde beordret, at Kamoli skulle forlade sin post til fordel for generalløjtnant Maaparankoe Mahao.